# مطيافية دوبلر

رسم تخطيطي يوضح كيف يمكن لجسم أصغر (مثل كوكب خارج المجموعة الشمسية) يدور حول جسم أكبر (مثل نجم) أن ينتج تغيرات في موضع وسرعة هذا الأخير أثناء دوران الجسمين حول مركز ثقل كتلة مشترك (التقاطع الأحمر).

مطيافية دوبلر أو تحليل دوبلر الطيفي (المعروف أيضًا باسم طريقة السرعة الشعاعية، أو بالعامية طريقة التمايل) هي طريقة غير مباشرة للعثور على الكواكب خارج المجموعة الشمسية والأقزام البنية من قياسات السرعة الشعاعية عن طريق مراقبة تأثير دوبلر في طيف النجم المستضيف للكوكب.
تعتبر مطيافة دوبلر الأسلوب الأكثر فعالية لتحديد الكواكب خارج المجموعة الشمسية والغالبية العظمى من الكواكب خارج المجموعة الشمسية المكتشفة حتى الآن اكتشفت بهذه الطريقة . وحتى أبريل 2016 اكتشف 582 كوكب خارج المجموعة الشمسية مؤكد (حوالي 29.6٪ من المجموع الكلي) باستخدام تحليل دوبلر الطيفي.

## تاريخ
اقترح عالم الفلك أوتو ستروف عام 1952 استخدام وسائل التحليل الطيفي القوية (المطياف) في رصد الكواكب البعيدة. وبيَّن ستروف أن الكواكب الضخمة، مثل كوكب المشتري، يمكن أن تسبب تمايلًا بسيطًا في النجوم التي تتبعها بسبب دوران الجرمين في حول مركز الكتلة الخاص بكتلتيهما. تنبأ ستروف أيضًا أن تأثيرات دوبلر البسيطة التي تظهر على الضوء المُنبعث من النجم، والناتجة عن الاختلاف المستمر في السرعة الشعاعية، يمكن أن تُرصد باستخدام أكثر المطيافات حساسيةً، إذ تبدو في التحليل الطيفي للأطياف المُنبعثة من النجم على أنها انزياحات طيفية ضئيلة للون الأحمر واللون الأزرق. ولكن كانت التقنيات الموجودة وقتها تجعل قياسات السرعة الشعاعية بمعدل خطأ يصل إلى 1000 متر لكل ثانية أو أكثر، ما جعل هذه الوسيلة بلا فائدة لرصد الكواكب الدوّارة. تُعتبر التغيرات المتوقعة في السرعة الشعاعية ضئيلةً للغاية، إذ إن المشتري يسبب تغيرًا في السرعة الشعاعية للشمس يصل إلى 12.4 متر لكل ثانية فقط خلال فترة تصل إلى 12 عامًا، بينما يصل تأثير الأرض على الشمس بنحو 0.1 متر لكل ثانية فقط خلال السنة الواحدة، ولذلك تستلزم هذه الوسيلة للرصد على المدى الطويل استخدام أجهزة ذات دقة عالية جدًا.
أنتج التقدم في تقنيات أجهزة المطياف ووسائل الرصد خلال ثمانينيات القرن الماضي وتسعينياته أجهزةً قادرة على رصد أول كواكب جديدة خارج المجموعة الشمسية ضمن الكواكب الأخرى الموجودة بكثرة. ثُبت مطياف «إيلودي» على مرصد أوت بروفنس جنوب فرنسا عام 1993، وتمكن من قياس التغيرات الضئيلة في السرعة الشعاعية بدقة تصل إلى سبعة أمتار لكل ثانية، وهي الدقة الكافية لتمكن الراصد الموجود خارج المجموعة الشمسية من رصد تأثير كوكب المشتري على الشمس. تمكن عالما الفلك ميشيل مايور وديدييه كيلوز -باستخدام هذا الجهاز- من رصد الكوكب 51 بيغاسوس بي من نوع المشتري الحار، والموجود في كوكبة الفرس الأعظم. ويُعتبر الكوكب 51 بيغاسوس بي أول كوكب مكتشف باستخدام وسيلة تحليل دوبلر الطيفي، وأول كوكب مكتشف في مدار حول أحد نجوم النسق الأساسي، على الرغم من نجاح العلماء في رصد الكواكب التي تدور حول النجوم النابضة سابقًا.
نشر العالمان هذه النتائج في مجلة نيتشر العلمية في نوفمبر عام 1995، واستُشهد بهذه الدراسة أكثر من 1000 مرة. ونجح العلماء في رصد أكثر 700 مرشح للكواكب خارج المجموعة الشمسية منذ هذا التاريخ، ورُصدت أغلبها خلال برامج البحث القائمة على تأثير دوبلر مثل بحث كاليفورنيا للكواكب بمرصد كيك، وبحث كارنيجي بمرصد ليك، وبحث المرصد الأنغلو أسترالي للكواكب، إضافة إلى الفرق المشاركة في بحث جنيف للكواكب خارج المجموعة الشمسية.
سمح الجيل الثاني من أجهزة المطياف الراصدة للكواكب -خلال العقد الأول من القرن العشرين- بإجراء عمليات القياس بدقة أكبر. يتمكن مطياف هاربس المُثبت على مرصد لاسيلا في تشيلي عام 2003 من تحديد التغيرات الضئيلة جدًا في السرعة الشعاعية بدقة تصل إلى 0.3 متر لكل ثانية فقط، ما يكفي لرصد العديد من الكواكب الصخرية الشبيهة بكوكب الأرض. وتوقع العلماء أن تبدأ أجهزة المطياف من الجيل الثالث في العمل خلال عام 2017. وتُمكن هذه الأجهزة الدقيقة الراصد الموجود خارج مجموعتنا الشمسية من رصد كوكب الأرض، إذ يصل معدل الخطأ في القياس لهذه الأجهزة إلى أقل من 0.1 متر لكل ثانية فقط.

## الطريقة
يحصل العلماء على سلسلة من بيانات الرصد عبر التحليل الطيفي للضوء المنبعث من النجم. يمكن أن تُرصد الاختلافات الدورية في الطيف الخاص بالنجم، مع تغير الطول الموجي للخطوط الطيفية المميزة للنجم في طيفه بين الزيادة والانخفاض خلال فترة من الوقت. ويمكن تطبيق وسائل الترشيح الإحصائي على البيانات لاستبعاد بعض التأثيرات الطيفية من المصادر الأخرى. ويتمكن علماء الفلك من عزل المنحنى الجيبي الدوري الذي يشير إلى الكوكب في مداره عبر طرق توفيق المنحنيات الرياضية.
يمكن تحديد أدنى حد متوقع لكتلة الكوكب المكتشف خارج المجموعة الشمسية عبر معرفة التغيرات في السرعة الشعاعية للنجم. ويمكن قياس كتلة الكوكب بدقة أكثر من خلال معرفة الميل المداري لمداره. يعطي التمثيل البياني للسرعة الشعاعية مقابل الزمن منحنى مميزًا (منحنى جيبيًا في حالة المدار الدائري)، ويمكن استخدام سعة هذا المنحنى في حساب أدنى كتلة للكوكب باستخدام دالة الكتلة الثنائية.
يعتبر مخطط الدورية (البريودغرام) البايزي الكيبلري أحد الخوارزميات الرياضية المستخدمة في رصد كوكب خارجي منفرد، أو عدة كواكب، عبر قياسات السرعة الشعاعية المتتالية للنجم الذي تدور حوله هذه الكواكب. تشمل هذه الخوارزمية الاستدلال الإحصائي البايزي لبيانات السرعة الشعاعية باستخدام توزيع احتمال مسبق على الفضاء المُصمم بمجموعة أو أكثر من العناصر المدارية الكيبلرية. يمكن أن يُجرى هذا التحليل باستخدام طريقة سلسلة ماركوف مونتي كارلو (MCMC).
طُبقت هذه الطريقة على نظام إتش دي 208487، واستُنتج من خلالها رصد كوكب آخر بفترة مدارية تصل إلى 1000 يوم تقريبًا. ولكن يمكن أن تكون هذه النتائج أخطاء نابعة من النشاط النجمي. طُبقت هذه الطريقة أيضًا على نظام إتش دي 11964، حيث وُجد فيه كوكبًا بفترة مدارية تصل إلى سنة أرضية تقريبًا.
على الرغم من أن السرعة الشعاعية للنجم تُعطي أدنى كتلة للكوكب فقط، يمكن بتمييز الخطوط الطيفية للكوكب عن الخطوط الطيفية للنجم أن نصل للسرعة الشعاعية للكوكب نفسه، التي يمكن بدورها أن تعطي الميل المداري لمداره، لذا يمكن تحديد الكتلة الفعلية لهذا الكوكب. كان الكوكب تاو العواء b أول الكواكب غير العابرة، التي اكتُشفت كتلته الفعلية بهذه الطريقة في عام 2012 عندما رُصدت آثار لغاز أول أكسيد الكربون في نطاق الأشعة تحت الحمراء من طيف هذا الكوكب.